# 幹部候補曹
幹部候補曹（かんぶこうほそう）とは、陸上自衛隊・海上自衛隊・航空自衛隊において、入隊後の数年間を士・曹として勤務し、一定の経験を積んだ後に幹部に任官する自衛隊の採用制度および、本制度で採用された自衛官の呼称である。応募可能年齢は、20歳以上33歳未満。略称は陸自・海自・空自ともに「幹候曹」（かんこうそう）。

## 概要
令和7年度に新設された採用区分である。採用時に曹長に任命される一般幹部候補生とは異なり、士長として任命される。陸上自衛隊では採用から1年後に3等陸曹に、海上自衛隊・航空自衛隊は2年3か月後に3等海曹・3等空曹に昇任する。約4年後にそれぞれ陸曹長・海曹長・空曹長に昇任し、幹部候補生学校に入校する。

## 教育部隊
- 陸上自衛隊
  - 第119教育大隊（多賀城駐屯地）
- 海上自衛隊
  - 横須賀教育隊（横須賀基地）
  - 呉教育隊（呉基地）
  - 佐世保教育隊（佐世保基地）
  - 舞鶴教育隊（舞鶴基地）
- 航空自衛隊
  - 航空教育隊第1教育群（防府南基地）
  - 航空教育隊第2教育群（熊谷基地）

## 採用予定人数
- 令和7年度　※男女の区別なし
  - 陸上自衛隊:約110名
  - 海上自衛隊:約50名
  - 航空自衛隊:約60名

## 処遇等
- 初任給
  - 大卒　：月額252,600円（幹部任官後:303,200円）
  - 短大卒：月額235,300円（幹部任官後:299,000円）